# Paul Gysler
Paul Gysler (né le 6 décembre 1893 à Obfelden, dans le canton de Zurich, et décédé le 24 novembre 1966 au même endroit) est un homme politique suisse membre du Parti des paysans, artisans et bourgeois (PAB).

## Biographie
Il est le fils du professeur et député au Grand Conseil Ulrich Gysler. Après l'école de commerce, Gysler effectue un stage au Crédit suisse avant d'étudier l'économie aux Universités de Lausanne et de Berne, où il obtient son doctorat.
Par la suite, entre 1921 et 1922, il est chef de la direction de l'Office fédéral du travail, puis secrétaire de l'Association suisse des maîtres ferblantiers et installateurs. En 1941, il devient secrétaire de l'Union suisse des arts et métiers (USAM), et à partir de 1947, président de l'Union internationale des arts et métiers. De plus, colonel dans l'armée suisse, Paul Gysler est commissaire de guerre du 3e Corps d'armée.
Paul Gysler, membre du Parti des paysans, artisans et bourgeois (PAB), était membre du Grand Conseil du canton de Zurich. Il a également représenté le canton au Conseil national entre 1935 et 1959 et l'a présidé en 1943. En 1951, le Conseil fédéral l'a élu président du Conseil d'administration des Chemins de fer fédéraux suisses (CFF). 
Paul Gysler a épousé Gertrud née Howald en 1924. Il est décédé le 24 novembre 1966, juste avant ses 73 ans, dans sa ville natale d'Obfelden.